# Дорожко, Александр Сергеевич
Александр Сергеевич Дорожко (19 августа 1991, Минск) — белорусский биатлонист, участник Кубка мира в составе сборной Беларуси, бронзовый призёр чемпионата Европы среди юниоров.

## Карьера
Занимается биатлоном с 2004 года, воспитанник СДЮШОР № 1 города Минска, выступает за клуб «Динамо» (Минск). Личный тренер в настоящее время (2016) — Анатолий Иванович Поляков.

### Юниорская карьера
В международных соревнованиях впервые принял участие в 2009 году на чемпионате мира среди юниоров в Кэнморе, занял 14-е место в спринте и пасьюте и 28-е место в индивидуальной гонке. На следующем мировом чемпионате в Турсбю лучшим результатом Александра в личных видах было седьмое место в гонке преследования, а в эстафете сборная Беларуси с участием Дорожко финишировала пятой.
В 2011 году Дорожко во всех личных гонках юниорских турниров попадал в топ-20: на чемпионате мира среди юниоров в Нове-Место-на-Мораве его лучшим результатом было десятое место в спринте, а на юниорском чемпионате Европы в Валь-Риданна — восьмое место в гонке преследования. В эстафетной гонке чемпионата Европы сборная Беларуси выиграла бронзовые медали, помимо Дорожко в составе были Ирина Кривко, Дарья Нестерчик и Алексей Абромчик.
На чемпионате Европы среди юниоров 2012 в Осрбли был 11-м в спринте, 18-м в гонке преследования и 30-м в индивидуальной гонке. На чемпионате мира среди юниоров 2012 в Контиолахти лучшим результатом стало 18-е место в пасьюте.

### Взрослая карьера
Дебютировал на Кубке IBU в сезоне 2010/11 на этапе в Анси, в индивидуальной гонке занял 58-е место. В сезоне 2011/12 набрал свои первые очки, заняв 31-е место в спринте в Обертиллиахе, а всего в том сезоне принял участие в шести личных гонках и во всех набирал очки.
В 2013 году на чемпионате Европы в Банско занял пятое место в спринте, был 12-м в гонке преследования и 48-м в индивидуальной гонке.
На Кубке мира дебютировал на четвёртом этапе сезона 2013/14 в Оберхофе, заняв 44-е место в спринте. В своей второй гонке, пасьюте, набрал первые очки, финишировав 38-м. В феврале 2014 года вошёл в состав белорусской команды на Олимпиаде в Сочи и стал самым молодым спортсменом среди представителей Беларуси на этих играх. На Олимпиаде принял участие только в индивидуальной гонке, где занял 79-е место.
Пропустил значительную часть сезона 2014/15 из-за травмы ноги. На чемпионате мира 2015 в Контиолахти был 74-м в индивидуальной гонке.
Сезон 2015/16 был для спортсмена лучшим в карьере. На этапах Кубка IBU Дорожко неоднократно попадал в топ-10, лучшим результатом стало третье место в гонке преследования на этапе в Арбере. На Кубке мира белорус стал 21-м на этапе в Кэнморе. На чемпионате мира 2016 в Хольменколлене был 32-м в спринте, 46-м в гонке преследования и 15-м в эстафете.
Закончил карьеру.

### Общий зачет в Кубке мира
- 2015—2016 — 56-е место (80 очков)
- 2014—2015 — (0 очков)
- 2013—2014 — 85-е место (16 очков)

## Личная жизнь
Окончил Белорусский государственный педагогический университет.
Женат, есть дети. Отец Сергей и брат Евгений тоже занимались биатлоном, дед Георгий занимался лыжным спортом.